# Chioggia
Chioggia [ˈkjɔddʒa] (venezian. Cióxa) ist eine Hafenstadt an der Adria in der italienischen Region Venetien. Sie gehört zur Metropolitanstadt Venedig. Chioggia hat 47.581 Einwohner (Stand 31. Dezember 2023) und eine Fläche von 185 km². Die Einwohner nennen sich Chioggiotti, in der älteren römischen Form auch Clodiensi.

## Geographie

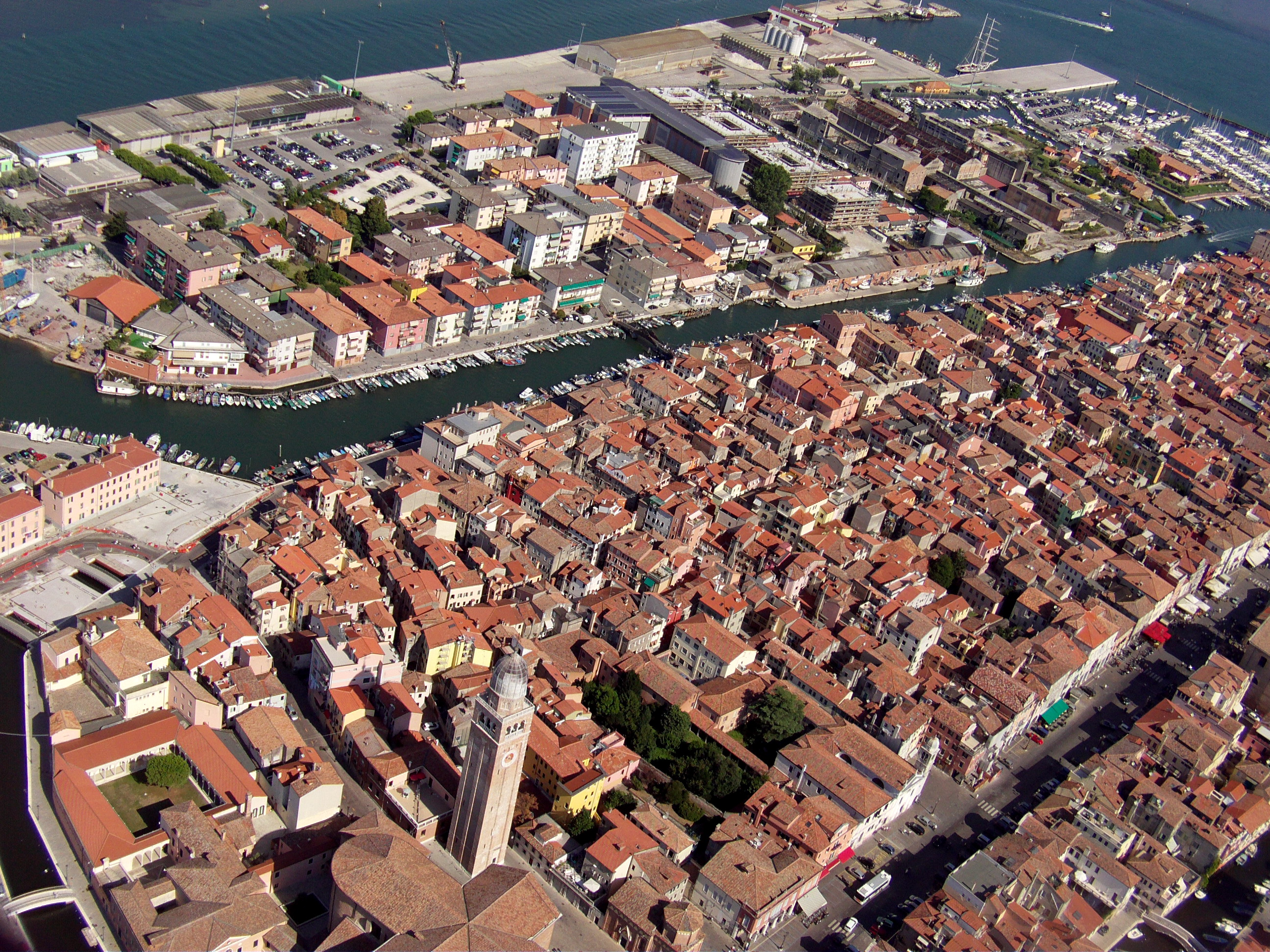
Luftbild der Altstadt, unten im Bild der Turm der Kathedrale Santa Maria Assunta

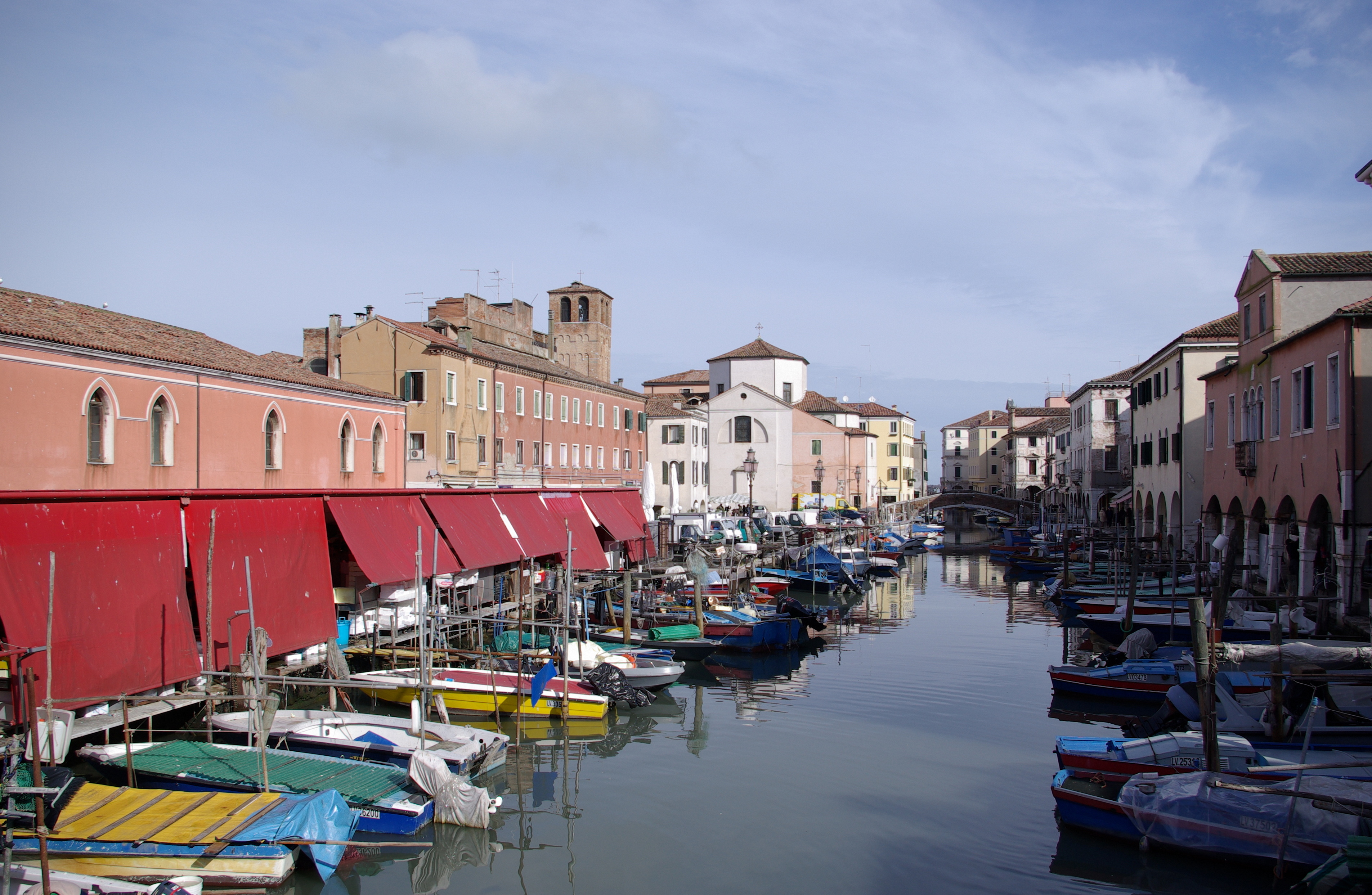
Die Riva Vena verbindet die Ufer der Altstadt

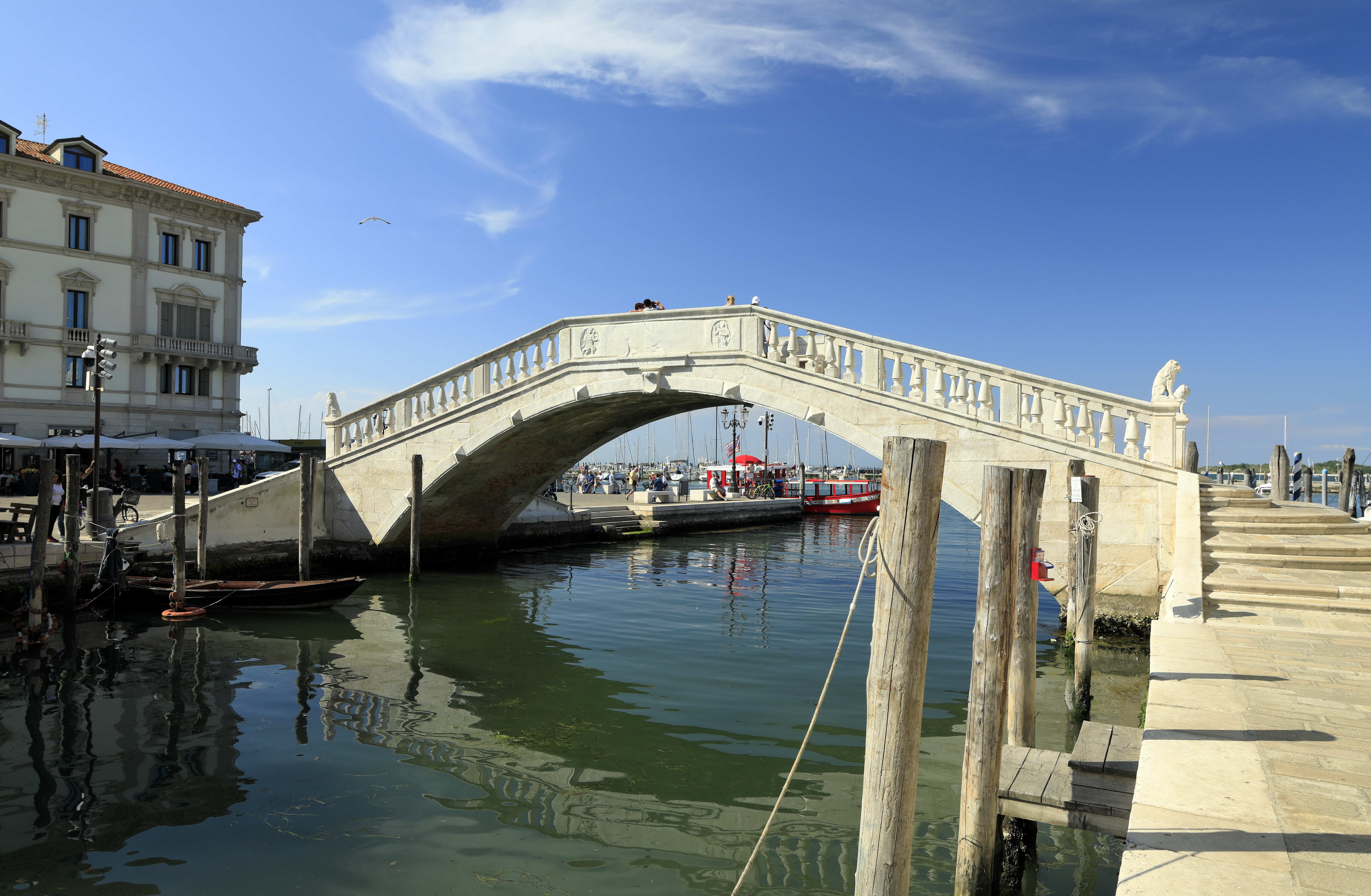
Die Vigo-Brücke am Ende des Vena-Kanals

Die auf Holzpfählen errichtete Stadt liegt am Südende der Lagune von Venedig, etwa 25 Kilometer Seeweg von Venedig entfernt. Sie trägt wegen ihrer Ähnlichkeit mit der Metropolitanstadt den Beinamen „Klein-Venedig“. Chioggia ist über eine Steinbrücke mit dem Festland verbunden. Der Vena-Kanal teilt die Stadt und wird von neun Brücken gekreuzt.

## Wirtschaft
Chioggias ökonomische Entwicklung lässt sich bis in die Spätantike zurückverfolgen (vgl. Wirtschaftsgeschichte der Republik Venedig). Hochseefischerei und Gemüseanbau (Radicchio rosso, auch „la rosa di Chioggia“ genannt, und Karotten) sind die wichtigsten Wirtschaftszweige der Stadt. Chioggia hat den größten Fischereihafen an der italienischen Adriaküste (gefolgt etwa neunzig Kilometer weiter südlich von Porto Garibaldi) und den größten Fischmarkt Italiens. Es werden Stahl, Backsteine und Textilien produziert.
Ein weiterer Wirtschaftszweig ist der Sommertourismus. Einen elf Kilometer langen Sandstrand bietet der Ortsteil Sottomarina di Chioggia auf der Insel Borgo San Giovanni. Mit seiner eleganten Strandpromenade, den Hotels, Bars, Diskotheken, Restaurants und Strandeinrichtungen ist der Badeort der traditionelle Hausstrand der Bewohner der ganzen Region um Padua. Zwischen Chioggia und Venedig verkehrt eine Fähre.
Chioggia ist (Stand 2010) als Standort für ein neuzubauendes Kernkraftwerk im Gespräch.
Dieser ist 30 km Luftlinie von Venedig entfernt. Zahlreiche Seiten, darunter österreichische Regierungsstellen, kritisieren das Vorhaben, auch wegen der dortigen Erdbebengefahr. Die Pläne dafür sind nach einem Referendum gegen Ministerpräsident Berlusconi nach der Nuklearkatastrophe von Fukushima um voraussichtlich zehn Jahre zurückgestellt worden. (Stand September 2011)

## Verkehr
Im Stundentakt verkehren Fahrgastschiffe zwischen Chioggia und der Lidoinsel Pellestrina, wo Busanschlüsse zum Lido di Venezia bestehen. Von dort verkehren Vaporetti nach Venedig und weiteren Zielen in der Lagune. Im Streckennetz der Verkehrsbetriebe actv bildet die Verbindung Chioggia–Lido, die zwischen Pellestrina und Lido eine weitere Seestrecke enthält, die durchgehende Linie 11.

## Geschichte

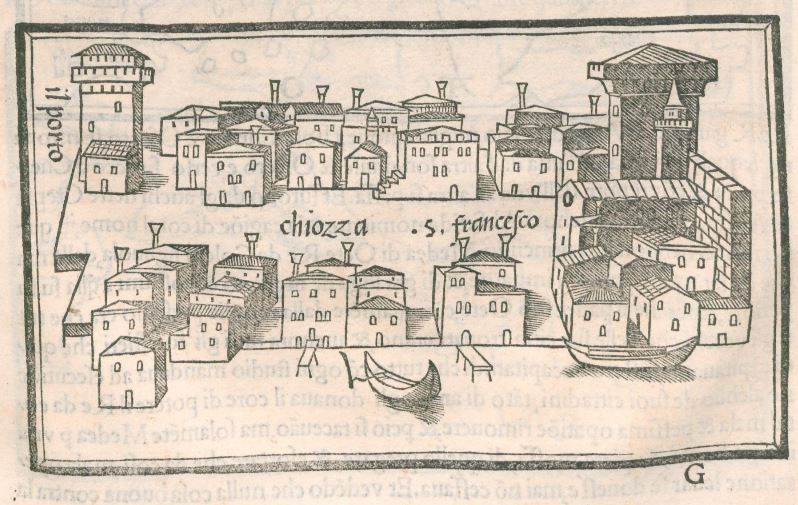
Skizze der Stadt von 1534

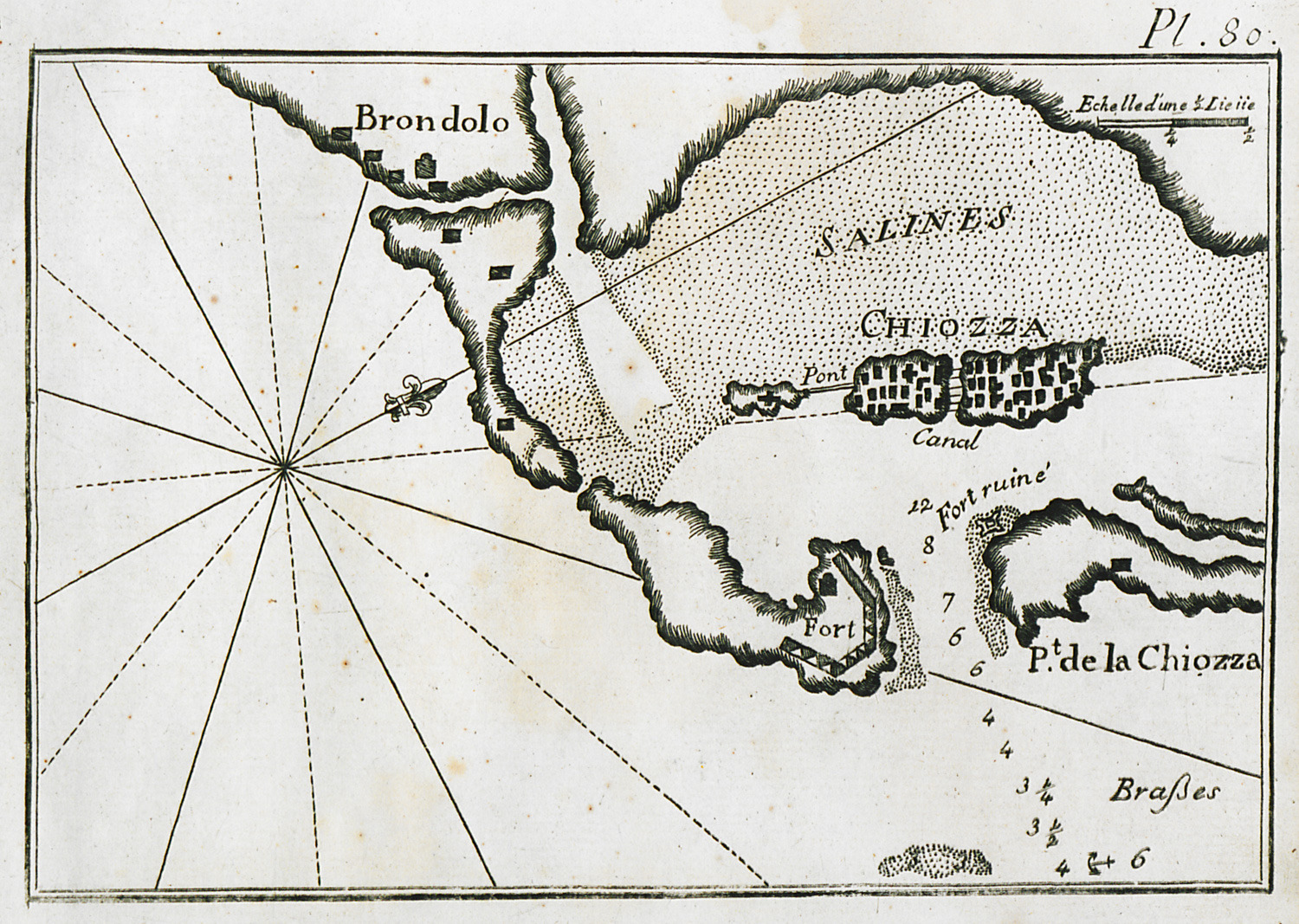
Karte des Hafens, 1804

Über den Ursprung von Chioggia berichtet die Legende, dass Antenor, Aquil und Clodio, flüchtig aus dem Trojanischen Krieg, sich an der oberen Adriaküste niederließen. Aquil soll Aquileia, Antenor Padua und Clodio Clodia gegründet haben. Schon Plinius beschrieb die Hafenstadt Edron, die später Fossa Clodia genannt wurde. Der Name Clodia änderte sich im Laufe der Zeit zu Cluza und Clugia, um sich schließlich zu Chioggia zu wandeln. Erste Nennungen der Stadt sind in byzantinischen Schriften aus dem fünften Jahrhundert zu finden.
Dennoch reicht die Geschichte der Stadt mindestens bis in das 2. Jahrhundert v. Chr. zurück. Sie war bereits zu dieser Zeit ein Knotenpunkt im Wegenetz durch die Lagunen zwischen Ravenna und Aquileia. 1110 wurde Chioggia zum Bischofssitz erhoben. Eine besondere Rolle spielte die Stadt im Salzhandel, denn Meersalz wurde im Umkreis der Stadt in einer Reihe von Salinen gewonnen. Dabei beanspruchte Venedig früh ein Monopol auf das in weitem Umkreis gehandelte Produkt. Dies führte dazu, dass die Republik die Produktionskosten niedrig hielt, um gleichzeitig hohe Exportzölle zu verlangen. Dies führte im 13. Jahrhundert zu einer Krise der Salzproduktion. Dazu trug in hohem Maße bei, dass die Konkurrenz der Salinen von Cervia und auf Istrien die Situation verschärfte. Schließlich entzog der wachsende Bedarf der Handels- und Kriegsmarine, insbesondere seit dem Vierten Kreuzzug, einen erheblichen Teil der Arbeitskräfte dem lokalen Markt.
Während des sogenannten Chioggia-Krieges, dem entscheidenden Zusammenstoß zwischen Venedig und Genua, eroberten die Genuesen 1379 nach einer Invasion von der Seeseite aus die Stadt, wurden aber 1380 von Venedig zurückgeschlagen. Die Kriegsfolgen waren jedoch gravierend, denn die Salinen waren schwer geschädigt, die Stadt zur Hälfte zerstört, viele waren geflohen. Zudem sah Venedig die Stadt als potentielle Konkurrentin und verhinderte den Wiederaufbau der Salinen, die Ausdehnung oder gar Befestigung der Stadt. Diese durchlebte eine lange Zeit der „Verländlichung“. So verlegten sich viele der Bewohner auf den Gartenbau, der größere Teil von ihnen lebte von den Ressourcen der Lagune. Die tartana wurde ab dem 14. Jahrhundert das vorherrschende Schiff der Fischer, ein Wasserfahrzeug, das sich zudem leicht für Kriegszwecke umbauen ließ.
Erst um 1600 wuchs die Bevölkerung wieder an. Der Fischfang, der sich lange auf die Lagune konzentrierte, verlagerte sich zunehmend in die Adria. Dies erforderte einen Ausbau des Hafens, der nun auch für Handelszwecke an Bedeutung gewann. Doch auch dieser wirtschaftliche Aufschwung erreichte bald seine Grenzen, die Fischer wurden zunehmend gezwungen, ihre Fänge auf den Märkten Venedigs anzubieten. Zudem wurde in diesen Bereich immer weniger investiert. Der Rückgang war so stark, dass die großen tartane weitgehend durch kleinere Boote, wie die bragozzi ersetzt wurden.
1797 besetzte Napoléon Bonaparte Venedig, und somit war auch Chioggia der französischen Verwaltung unterstellt. Entsprechend dem Vertrag von Campoformio (1798) wurde die Stadt Österreich übergeben. Bis 1814 wechselte die Verwaltung zwischen den beiden Besatzungsmächten (bzw. der napoleonischen „Republik Italien“).
Von 1814 bis 1866 war Chioggia mit Venetien Teil des Kaisertums Österreich, anschließend kam es zu Italien; 1866 hatte die Stadt 22.000 Einwohner. Bis ins frühe 20. Jahrhundert wurde Chioggia als rückständig betrachtet. Es war verarmt, der Analphabetismus war der Normalfall, Krankheiten grassierten immer wieder, es gab wenig Entwicklungsaussichten, die politische Situation war instabil. Diese Situation änderte sich erst nach dem Zweiten Weltkrieg. Erst 1892 entstand eine erste Schule, in der die Schüler wohnen konnten. Deren Aufgaben, insbesondere die Alphabetisierung, hatten bis dahin die örtlichen Konvente übernommen. Bei den Mädchen konzentrierte man sich auf die für angemessen erachteten Handwerke, wie etwa die Stickerei. Weiterhin sorgte der Zwangsverkauf in Venedig dafür, dass nur die Zwischenhändler zu Vermögen kamen. Selbst die Wasserversorgung wurde nur von entsprechenden Verkäufern gesichert, den acquaioli, die Wasser von weit her holen mussten, etwa aus dem Brenta. Erst 1888 entstand ein Aquädukt, durch den Süßwasser unmittelbar in die verarmte Stadt gelangte. 1840 war die Mündung des Brenta nach Süden verlagert worden, was jedoch zu einer starken Verlandung der Umgebung führte. Dies wiederum förderte die Malaria und machte den Hafen beinahe unbrauchbar.
Erst als der Fluss erneut verlagert wurde, und sein Wasser direkt in die Adria floss, verbesserte sich die Situation. Um 1900 begann ein rapides Wachstum verschiedener Industriezweige, wie der Produktion von Zement, es entstanden Konservenfabriken. Darüber hinaus entstanden durch den frühen Tourismus mit den Schwerpunkten Chioggia und Sottomarina weitere Arbeitsplätze. 1887, noch vor der Fertigstellung der Wasserversorgung durch besagten Aquädukt, wurde Chioggia ans Eisenbahnnetz angeschlossen, nämlich nach Adria. Damit entstand zum ersten Mal eine unmittelbare Verbindung zum Festland. Schließlich wurde eine Straßenbeleuchtung aufgebaut.

Chioggia, Kürbis-Markt. Historisches Bild von Leo Wehrli (1937)

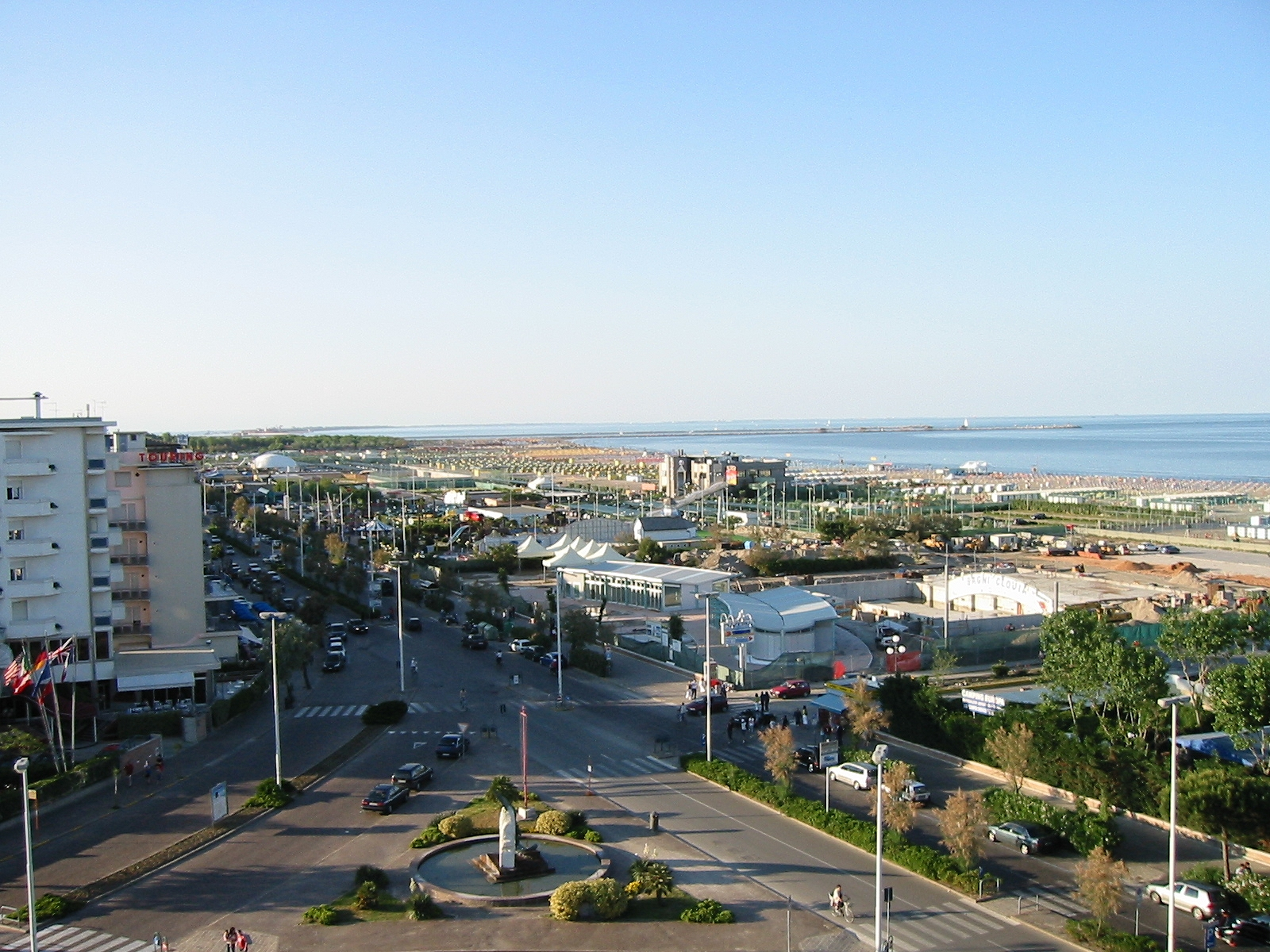
Der Strand von Sottomarina

Während der beiden Weltkriege – 1914 zählte man 24.000 Einwohner – wurde die ökonomische Aktivität weitgehend blockiert. Der Fischfang verlor endgültig an Bedeutung, die Stadt verarmte. Viele Arbeitskräfte wanderten ab, dennoch stieg die Einwohnerzahl bis 1938 auf 27.400. Die Stadt wurde in beiden Kriegen bombardiert. Im Zweiten Weltkrieg wurde sie sogar teilweise vermint, so etwa der Ponte Lungo, der Ponte dell’Unione, das Zementwerk, sogar die Piazzetta Vigo. Nach Kriegsende musste Chioggia weitgehend wiederaufgebaut werden, die Gewässer entmint, der Aquädukt wiederhergestellt werden. Dennoch war die Arbeitslosigkeit extrem hoch. Es gelang nunmehr, einen Fischgroßmarkt durchzusetzen, nämlich auf der Insel Cantieri. Immerhin boten die wachsenden Industrien und Häfen von Mestre und Marghera zahlreiche Arbeitsmöglichkeiten. Der ökonomische Aufschwung sowohl durch den Bade- als auch den Kulturtourismus stabilisierte gegen Ende des Jahrhunderts die wirtschaftliche Situation, die Bevölkerungszahl erreichte 2001 mit 41.900 Einwohnern beinahe die doppelte Höhe.

## Sehenswürdigkeiten
Die kunsthistorisch wichtigsten Kirchen sind die Kathedrale Santa Maria Assunta aus dem 11. Jahrhundert, San Domenico aus dem 13. und San Martino aus dem 14. Jahrhundert. Daneben besteht noch eines der Stadttore, die Porta di Santa Maria Assunta.

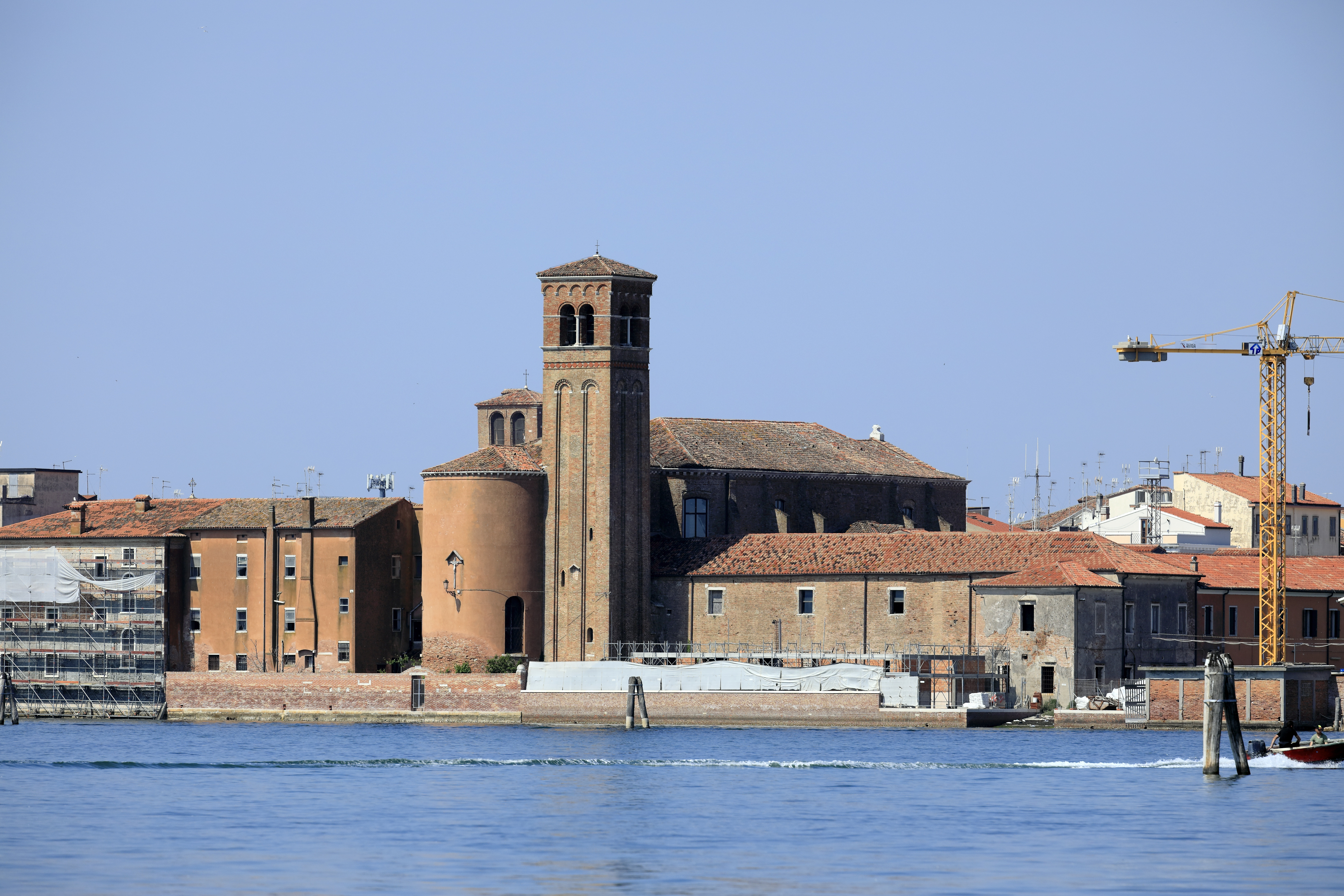
San Domenico

Von der Vigo-Brücke am Ende der Hauptstraße aus hat man einen Blick über die Lagune zu den Inseln Pellestrina und dem Lido di Venezia und bis nach Venedig selbst. Den Corso del Popolo, die Hauptachse der Stadt, nannte der italienische Schriftsteller Curzio Malaparte ein einziges großes Café im Freien. Abends ist die Straße für den Verkehr gesperrt, und donnerstags findet hier der sehr umfangreiche Markt statt, ebenso wie der werktägliche Fischmarkt.

## Sonstiges
Stadt und Leute dienten dem venezianischen Schriftsteller Carlo Goldoni als Vorlage für sein Theaterstück Le baruffe chiozzote, zu deutsch Viel Lärm in Chiozza. Das im lokalen Dialekt verfasste Bühnenstück gibt das laute und tragisch-komische Treiben in der Lagunenstadt des 18. Jahrhunderts wieder.
In der Inszenierung von Giorgio Strehler findet dieses Bühnenstück bis heute Anklang beim Kennerpublikum.
Chioggia ist Sitz des römisch-katholischen Bistums Chioggia, das 1106/07 eingerichtet wurde.

## Städtepartnerschaften
- Lamia, Griechenland, seit 2007
- Saint-Tropez, Frankreich, seit 2008

## Persönlichkeiten
Bekannte Persönlichkeiten der Stadt sind in der Liste von Persönlichkeiten der Stadt Chioggia aufgeführt.

### Geschichte
- Umberto Marcato: Storia di Chioggia. I fatti e i momenti più caratterizzanti. Le prospettive di sviluppo, Chioggia 1976.
- Sergio Perini: Chioggia medievale, documenti dal secolo XI al XV, 2 Bde., Chioggia 2006.
- Sergio Perini: Chioggia al tramonto del Medioevo, Sottomarina 1992.
- Sergio Perini: Chioggia nel Seicento, Il Leggio, Sottomarina 1996 (eine mit fast 1000 Seiten umfangreiche Darstellung der Geschichte Chioggias im 17. Jahrhundert).
- Sergio Perini: Chioggia dal Settecento all’età della Restaurazione, Chioggia 1989.
- Sergio Perini: La dogana di Chioggia e il commercio di transito nel Settecento, in: Chioggia. Rivista di studi e ricerche 15 (1999) 131–154.
- Richard J. Goy: Chioggia and the Villages of the Venetian Lagoon. Studies in Urban History, Cambridge University Press, Cambridge 1985.
- Martina Lunardi: Pescatori di Chioggia, tesi di laurea, Università Ca' Foscari, Venedig 2017 (online).
- Giuliano Marangon: Chiostri e cori monastici in Chioggia, Chioggia 2015.
- La cattedrale di Chioggia, Nuova Scintilla, Chioggia 1992.

### Ältere Werke
- Pompeo Molmenti, Dino Mantovani: Le isole della laguna veneta, Bergamo 1904, S. 55–81 (Digitalisat).
- Davide Baratella, Filippo De Bellis, Marco Leo Imperiale, Giuliano Marangon: Antiche insegne di pellegrini nel territorio Clodiense, Chioggia 2017 (insbesondere bleierne quadrangulae, die Petrus und Paulus abbildeten und die aus dem 13. und frühen 14. Jahrhundert stammten, zeigen, dass vor allem die Römerstraßen benutzt wurden. Diese Pilgerzeichen erwarben Pilger millionenfach – dennoch waren 2013 nur etwa 50 von ihnen in italienischen Museen zu finden; insbesondere die Klöster S. Giorgio in Fosson (heute Cavanella d’Adige) und Brondolo nahmen Pilger auf; von Bedeutung waren auch die lokalen Prozessionen und Pilgerzüge; fünf Pilgerzeichen befinden sich im Diözesanmuseum Chioggia (Museo Diocesano d’Arte Sacra di Chioggia), darunter zwei quadrangulae (S. 50–54)). (academia.edu)
- Carlo Bullo: Memorie storiche della città di Chioggia, Padua 1862.

### Bibliographien
- Pier Giorgio Tiozzo Gobetto: Bibliografia Chioggia. Temi e autori dal 1970 ad oggi, Chioggia 2012 (214 S., etwa 1500 Monographien, 600 Zeitschriftenartikel, 900 Vermischtes). ISBN 978-88-89656-22-8
- A Brief Bibliography of Chioggia